# Biblioteca capitolare di Vercelli
La Biblioteca capitolare di Vercelli appartiene alla Arcidiocesi di Vercelli ed è ubicata in piazza Alessandro D'Angennes, nel Palazzo Arcivescovile di Vercelli.

## Storia
L'Archivio e la Biblioteca Capitolare conservano, tutelano, valorizzano e mettono a disposizione di studiosi e ricercatori il patrimonio appartenente al Capitolo Metropolitano della Cattedrale di Sant'Eusebio di Vercelli, composto da codici manoscritti, pergamene e documenti cartacei che testimoniano l'importanza storica e culturale della più antica diocesi del Piemonte.
Riaperti al pubblico dal 1998, sono gestiti dal 2005 dalla Fondazione Museo del Tesoro del Duomo e Archivio Capitolare di Vercelli e sono ospitati al piano terra del Palazzo Arcivescovile di Vercelli, dove ha sede anche il Museo del Tesoro del Duomo.

## Patrimonio

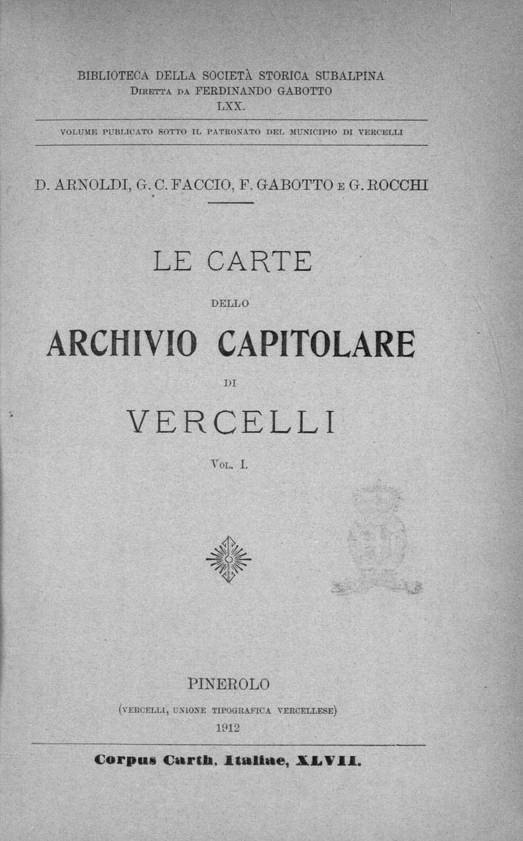
Le carte dello Archivio capitolare di Vercelli, 1912

L'Archivio Capitolare conserva numerosi documenti cartacei testimonianti la vita del Capitolo della Cattedrale di Sant'Eusebio, pergamene e carte dal VII secolo fino al XIX, ma anche altri documenti di grande importanza: il cosiddetto Mappamondo medievale, una grande pergamena raffigurante il globo conosciuto nel XIII secolo; il Rotolo Ecclesia, risalente al XIII secolo con la rappresentazione della genealogia della Chiesa. Vi è poi il fondo musicale manoscritto, formato da oltre 2400 partiture a partire dal XVII secolo.
La Biblioteca Capitolare, suddivisa in vari fondi, conserva circa 260 codici manoscritti, databili dal IV al XV secolo, 17 incunaboli, 150 cinquecentine, oltre a numerose edizioni dei secoli successivi e una biblioteca corrente in continuo ampliamento, con sezioni di arte, codicologia, paleografia, storia locale, bibliografia e biblioteconomia.
Tra i documenti più importanti si ricordano il Codex Vercellensis, la prima traduzione in lingua latina dai Vangeli greci, risalente al IV secolo e attribuita dalla tradizione a Sant'Eusebio di Vercelli; il cosiddetto “Libro di Vercelli”, uno dei più antichi codici in lingua anglosassone esistenti al mondo e datato alla fine del X secolo; l'Evangelistario (codice C), riccamente miniato e datato all'inizio del XIII secolo, prodotto probabilmente all'interno di uno scriptorium locale.